# Peña Cargada
Peña Cargada är en ort i Mexiko.   Den ligger i kommunen Charo och delstaten Michoacán de Ocampo, i den södra delen av landet, 200 km väster om huvudstaden Mexico City. Peña Cargada ligger 2 042 meter över havet och antalet invånare är 217.
Terrängen runt Peña Cargada är kuperad. Runt Peña Cargada är det ganska tätbefolkat, med 62 invånare per kvadratkilometer. Närmaste större samhälle är Morelia, 19,6 km väster om Peña Cargada. I omgivningarna runt Peña Cargada växer i huvudsak blandskog.